# Любомира Парпулова-Грибъл
Любомира Деянова Парпулова-Грибъл (на английски: Lyubomira Parpulova-Gribble) (р. 6 септември 1946 г., Сливен, НРБ) е американска славистка и българистка, фолклористка.

## Биография
Любомира Парпулова завършва Българска филология в Софийския държавен университет (1969). Филолог в Института за литература при БАН (1974-1982). Старши научен сътрудник в Института за фолклор при БАН (1982-1983). Докторат по славянски литератури в университета в Охайо (1990). Асистент в катедрата по славянска филология в университета в Охайо (1992). 
Омъжена е за американския българист проф. Чарлз Грибъл. 